# William Gislander
Sture William Bonde Gislander (* 7. August 1890 in Fleninge; † 10. Januar 1937 in Vetlanda) war ein schwedischer Maler.
Er studierte in Hälsingborg bei Nils Forsberg und später an der Technischen Schule in Kopenhagen.
Er lebte in Dänemark, malte u. a. in Skagen und auf den Färöer-Inseln und etablierte sich als Landschafts- und Tiermaler.  Werke von ihm befinden sich u. a. in Schloss Christianborg (Kopenhagen) und den Museen von Malmö und Lund.